# Revolt (chanson)
Pour les articles homonymes, voir Revolt.
 (août 2015).
Si vous disposez d'ouvrages ou d'articles de référence ou si vous connaissez des sites web de qualité traitant du thème abordé ici, merci de compléter l'article en donnant les références utiles à sa vérifiabilité et en les liant à la section « Notes et références ».
Singles de Muse
Mercy
(2015) Aftermath
(2016)
Pistes de Drones
Defector
(8) Aftermath
(10)
Revolt est une piste de Muse, quatrième single extrait issu de Drones, mais le troisième  officiel de l'album et le 34e du groupe. Elle est la 9ème chanson de l'album. Le single est sorti le 4 novembre 2015. 

## Classements
| Pays                            | Classements |
| ------------------------------- | ----------- |
| Belgique (Flandre Ultratip 100) | 20          |
| Belgique (Wallonie Ultratip 50) | 19          |